# Долл, Уильям Хэйли
Уильям Хили Долл (англ. William Healey Dall) (21 августа 1845, Бостон — 27 марта 1927, Вашингтон, округ Колумбия) — американский натуралист, зоолог (малаколог) и палеонтолог, путешественник, научный писатель.

## Биография
Родился в семье унитарианского священника, с детства интересовался моллюсками. Образование получил в Гарвардском университете, где помимо малакологии изучал медицину и анатомию. После завершения получения образования получил работу в Чикаго при местном научном музее, участвовал в первых научных американских экспедициях на Аляску и к северо-восточному побережью Сибири.
С конца 1860-х годов был директором отдела моллюсков в Национальном музее естественной истории при Смитсоновском институте, Вашингтон, с 1870 года был также сотрудником береговой службы США.
В 1864 году с американским натуралистом Робертом Кенникоттом участвовал в экспедиции Русско-американского телеграфа, призванной установить возможные пути прокладки телеграфной линии между Северной Америкой и Россией в Беринговом море.
Считался[кем?] крупным натуралистом своего времени, совершил множество научных экспедиций на Аляску и в различные штаты США.

## Членство в организациях
Состоял членом ряда научных обществ[каких?]
Был основателем Национального географического общества.